# Рахшмір Павло Юхимович
Павло Юхимович Рахшмір (18 липня 1935, Кам'янець-Подільський — 7 вересня 2024, Перм) — російський історик, політолог. Доктор історичних наук. Професор.

## Біографія
Павло Рахшмір народився 18 липня 1935 року в Кам'янці-Подільському. Мати Любов Ізраїлівна Ковальська працювала машиністкою. Батько Юхим Павлович Райхшмір за фахом був бухгалтером. Мати була родом із Кам'янця-Подільського, а батько — з Проскурова (нині Хмельницький). І хоч батьки жили в Києві, Любов Ізраїлівна за сімейною традицією поїхала народжувати сина в Кам'янець-Подільський — до своєї матері.
З початком німецько-радянської війни сім'я евакуювалася на Урал. Два роки Павло жив у Свердловську (нині Єкатеринбург), а з кінця 1943 року — в Пермі.
1958 року закінчив історичне відділення історико-філологічного факультету Пермського університету.
Оскільки в університеті на кафедрі не було місць, Павло Рахшмір почав наукову кар'єру не відразу, а рік пропрацював тренером із фехтування. Викладацьку діяльність в університеті розпочав завдяки Льву Юхимовичу Кертману, який тоді завідував кафедрою і запросив Рахшміра, як тільки з'явилося місце.
Від 1960 року працює в Пермському університеті на кафедрі нової та новітньої історії.
1975 року Павло Юхимович захистив докторську дисертацію.
Від 1979 року — професор кафедри нової та новітньої історії. Від 1987 року — завідувач цієї кафедри. Провідний викладач історико-політологічного факультету. Читає основні курси з новітньої історії країн Заходу, історії політичної думки. Від 1995 року очолює центр досліджень із консерватизму при Пермському університеті. Центр регулярно проводить міжнародні конференції з проблем консерватизму. Голова дисертаційної ради при Пермському університеті.

## Монографії
- «Походження фашизму» (1981).
- «Буржуазія країн Західної Європи та Північної Америки» (1984) — у співавторстві.
- «Консерватизм у минулому та сучасному» (1987) — у співавторстві.
- «Князь Меттерніх: людина і політик» (1999).
- «Ідеї та люди. Політична думка першої половини ХХ століття» (1999).